# قائمة الكنائس الكاثوليكية في مصر
الكنائس الكاثوليكية في مصر
أنظر أيضا: كنائس قبطية كاثوليكية في مصر
الكنائس الكاثوليكية في مصر تضم بطريركية الأقباط الكاثوليك، والكرسي البطريركي الإسكندري للروم الكاثوليك، وأبرشية الأرمن الكاثوليك بالإسكندرية، والأبرشية الكلدانية الكاثوليكية بالقاهرة، وأبرشية القاهرة المارونية، وابرشية السريان الكاثوليك في القاهرة، وكنيسة الكاثوليك اللاتين في مصر.

## بطريركية الأقباط الكاثوليك

### الأبرشية البطريركية (القاهرة والإسكندرية)
أنظر أيضا: بطريركية الأقباط الكاثوليك
بطريركية الأقباط الكاثوليك تضم كنائس موزعة في القاهرة والإسكندرية والجيزة والاسماعيلية والمنيا وسوهاج وأسيوط والأقصر. والبطريرك المسئول هو غبطة البطريرك إبراهيم اسحق رسم في 2013، والنائب البطريركي هو الأنبا باخوم.

#### الأسكندرية
- كاتدرائية القيامة بالإسكندرية
- كنيسة سان ميشيل بالعطارين بالإسكندرية
- كنيسة السيدة العذراء – غيط العنب بالإسكندرية
- كنيسة العذراء الحبل بلا دنس بالدخيلة بالإسكندرية
- كنيسة القديسة تريزا - سيدي بشر
- كنيسة القديس جوزيف - محرم بك
- دير البشارة - الكنج مريوط
- كنيسة الأيقونة العجائبية - ميامي
- دير العائلة المقدسة - أبي الدرداء
- كنيسة الشهيد مارجرجس - اشمون
- كنيسة القديسة تريزا - المحلة الكبرى
- كنيسة القديس بطرس - طنطا
- كنيسة السيدة العذراء - قويسنا
- كنيسة القديسة حنا والقديس بطرس بطنطا محافظة الغربية
- كنيسة مارجرجس (الفرنسيسكان) - غبريال
- كنيسة السيدة العذراء (الفرنسيسكان) - الحضرة
- كنيسة السيدة العذراء (الفرنسيسكان) - كفر الدوار
- كنيسة مارمرقس الرسول - مرسى مطروح

#### القاهرة
- كاتدرائية القديسة العذراء مريم بمدينة نصر - القاهرة
- المقر البطريركي بكوبري القبة
- كنيسة القديس لاون الكبرى - المعادي
- كنيسة قلب يسوع الاقدس بمصر الجديدة
- كنيسة العائلة المقدسة الكاثوليكية - المطرية
- كنيسة شجرة مريم - المطرية
- كنيسة سيدة السلام – الشيراتون
- كنيسة القديسة تريزا - الزيتون
- كنيسة العائلة المقدسة الأقباط الكاثوليك بالزيتون
- كاتدرائية القديس انطونيوس الكبير للاقباط الكاثوليك - الفجالة
- كنيسة العذراء مريم للاقباط الكاثوليك - عين شمس
- كنيسة عذراء السجود والقديسة هيلانة للأقباط الكاثوليك بشارع أحمد حلمي
- كنيسة القديسة تريزا بالشرابية
- كنيسة العذراء والقديس اسطفانوس للاقباط الكاثوليك بشبرا الخيمة
- كنيسة مارجرجس - القصيرين
- كنيسة السيدة العذراء - القللي
- كنيسة سيدة الكرمل - بولاق
- كنيسة رئيس الملائكة ميخائيل - حدائق القبة
- كنيسة العائلة المقدسة - درب الجنينة
- كنيسة القديسة هيلانة - شبرا
- كنيسة السيدة العذراء - شبرا
- كنيسة سيدة البشارة - عزبة النخل
- دير العذراء - المقطم
- كنيسة مار جرجس بعزبة القصيرين الزاوية الحمراء

### أبرشية الجيزة وبني سويف والفيوم
أنظر أيضا: ابرشية الجيزة وبني سويف والفيوم
أسقف الأبرشية هو الأنبا توماس عدلى رسم في 2018
- كنيسة العائلة المقدسة للأقباط الكاثوليك بالفيوم
- كنيسة مارجرجس - الجيزة
- كنيسة العذراء أم النور - إمبابة
- كنيسة العذراء سلطانة السلام - أوسيم
- كنيسة القديس أثناسيوس - سنة أكتوبر
- كنيسة القديس بولس - عزبة شكر
- كنيسة مارمرقس - الناصرية
- كنيسة القديس بطرس - بني سويف
- كنيسة القديس أنطونيوس الكبير - إهناسية

### أبرشية الإسماعيلية
أسقف الأبرشية هو الأنبا دانيال لطفي رسم في 2019
- كاتدرائية القديس مرقس - الإسماعيلية والمنايف
- الكنيسة المرقسية - الإسماعيلية (العرايشية)
- كنيسة مارجرجس - قرية الأبطال
- كنيسة العائلة المقدسة بمستشفى الديليفراند - بورسعيد
- كنيسة النبي إلياس - بورسعيد
- كنيسة السيدة العذراء - القنطرة غرب
- كنيسة القديس يوسف - الزقازيق
- كنيسة القديس بطرس - زفتى وميت غمر
- كنيسة القديس باخوميوس - فاقوس
- كنيسة مارجرجس - عزبة جورجي متى
- كنيسة يسوع الملك - المنصورة
- كنيسة السيدة العذراء - العاشر من رمضان
- كنيسة الملاك ميخائيل - العاشر من رمضان
- كنيسة سيدة السلام - شرم الشيخ
- كنيسة العائلة المقدسة - العريش
- كنيسة الراعي الصالح بالسويس

### أبرشية المنيا
أنظر أيضا: ابرشية المنيا
أسقف الأبرشية هو الأنبا باسيليوس فوزي الضبع رسم في 2020
- كنيسة القديسة تريزا - مغاغة
- كنيسة مارجرجس - بني مزار
- كنيسة السيدة العذراء - أبوان
- كنيسة أم المخلص - بردنوها
- كنيسة أم المعونة الدائمة - سمالوط
- كنيسة العائلة المقدسة - المنيا
- كنيسة مارمرقس - المنيا
- كنيسة القيامة - المنيا الجديدة
- كنيسة السيدة العذراء - نزلة غطاس
- كنيسة السيدة العذراء - طوة
- كنيسة السيدة العذراء - الحواصلية
- كنيسة مارجرجس - منسافيس
- كنيسة ملكة السلام - الفكرية
- كنيسة أم الرحمة - منهري
- كنيسة السيدة العذراء - بني عبيد
- كنيسة السيدة العذراء - البربا
- كنيسة مار جرجس - طنطاوي
- كنيسة أم المخلص - الفقاعي
- كنيسة القديسان بطرس وبولس - فانوس
- كنيسة أم النور - بلنصورة
- كنيسة السيدة العذراء - البياضية
- كنيسة مارجرجس والقديس يوحنا - حنا أيوب
- كنيسة مارجرجس - دلجا
- كنيسة السيدة العذراء - البدرمان
- كنيسة الملاك ميخائيل - الهريف
- مطرانية أم النعم الإلهية في المنيا
- كنيسة مارجرجس نجع الدك- أبوقرقاص- المنيا
- كنيسة مارجرجس دلجا دير مواس المنيا
- كنيسة السيدة العذراء عزبة جاهين المنيا للاقباط الكاثوليك
- كنيسة الانبا بولا وانطونيوس للاقباط الكاثوليك المنيا
- كاتدرائية يسوع الملك للأقباط الكاثوليك بالمنيا
- كنيسة العائلة المقدسة بملوي المنيا

### أبرشية أسيوط
أسقف الأبرشية هو الأنبا كيرلس وليم رسم في 1990
- كنيسة قلب يسوع بالقوصية - اسيوط
- كاتدرائية أم المحبة الإلهية - أسيوط
- كنيسة الأنبا أنطونيوس الكبير - أسيوط
- كنيسة جروحات القديس فرنسيس - أسيوط
- كنيسة السيدة العذراء بالحمراء - أسيوط
- كنيسة سيدة الانتقال بالحمراء - أسيوط/دير درنكة
- كنيسة مارجرجس بالحمراء - أسيوط/درنكة
- كنيسة السيدة العذراء - أسيوط/نجع رزيق
- كنيسة القديسة تريزا - ديروط
- كنيسة الشهيد أبادير - ديروط/أمشول
- كنيسة مارجرجس - ديروط/ببلاو
- كنيسة مارجرجس - ديروط/عزبة النصر
- كنيسة مارجرجس - ديروط/كوم بوها
- كنيسة مارجرجس - القوصية/زرابي
- كنيسة السيدة العذراء - القوصية/المنشاة الكبرى
- كنيسة القلب المقدس - منفلوط
- كنيسة مارجرجس - منفلوط/العزية
- كنيسة الملاك ميخائيل - منفلوط/بني شقير
- كنيسة السيدة العذراء - أبنوب/بني محمديات
- كنيسة سيدة الرحمة - الفتح/ الناصرية
- كنيسة السيدة العذراء - الفتح/ الواسطى
- كنيسة مارجرجس - الفتح/تل أولاد سراج
- كنيسة السيدة العذراء - ساحل سليم/بويط
- كنيسة السيدة العذراء - ساحل سليم/نزلة سحرب
- كنيسة مارجرجس - أبو تيج
- كنيسة السيدة العذراء - أبو تيج النخيلة
- كنيسة السيدة العذراء - أبو تيج الزرابي
- كنيسة السيدة العذراء - أبو تيج/أبو خرص
- كنيسة مارجرجس - أبو تيج/البلايزة
- كنيسة السيدة العذراء - صدفا/بني فيز
- كنيسة السيدة العذراء - صدفا/كوم اسحفت
- كنيسة مارجرجس - صدفا/كوم أبو حجر
- كنيسة مارجرجس - صدفا/الشناينة
- كنيسة العائلة المقدسة - صدفا/البربا
- كنيسة السيدة العذراء - الغنايم
- كنيسة القديس يوسف - الغنايم/المشايعة
- كنيسة السيدة العذراء - الغنايم/ دير الجنادلة
- كنيسة السيدة العذراء - الغنايم/العزايزة
- كنيسة السيدة العذراء للأقباط الكاثوليك بصدفا

### أبرشية سوهاج
أنظر أيضا: أبرشية سوهاج
أسقف الأبرشية هو الانبا توماس حليم رسم في 2020
- كنيسة العذراء سيدة الانتقال للأقباط الكاثوليك بجرجا سوهاج
- كنيسة مارجرجس بنجع المخالفة بسوهاج
- كنيسة الشهيد العظيم مارجرجس للاقباط الكاثوليك بالشورانية - سوهاج
- كنيسة العذراء أم النور والأغانة بالقطنة سوهاج
- كاتدرائية يسوع الملك للاقباط الكاثوليك بطهطا
- كنيسة مارجرجس بساحل طهطا بسوهاج
- كنيسة مار جرجس للاقباط الكاثوليك بجهينة سوهاج
- كنيسة القديسة ريتا بطما سوهاج
- مطرانية الكاثوليك - سوهاج
- كنيسة السيدة العذراء - الجزازرة
- كنيسة القديس أثناسيوس - جهينة
- كنيسة مارمرقس - الجلاوية
- كنيسة السيدة العذراء - الخازندارية
- كنيسة مارجرجس - سوهاج
- كنيسة السيدة العذراء - الشيخ زين الدين
- كنيسة القديس يوسف - عرب بخواج
- كنيسة مارجرجس - الكتكاتة
- كنيسة القديس أندراوس - المراغة
- كنيسة مارجرجس - النجيلة
- كنيسة مارجرجس - نزلة خاطر
- كنيسة السيدة العذراء - الهماص
- كنيسة العذراء مريم بكوم غريب سوهاج

### أبرشية الأقصر
أسقف الأبرشية هو الأنبا عمانوئيل رسم في 2016
- كنيسة الاقباط الكاثوليك - اسوان
- كنيسة رئيس الملائكة ميخائيل بنجع الصياغ السواقي بالأقصر
- كنيسة القديس فرنسيس الأسيزي بحاجز الرزيقات الأقصر
- كنيسة القديس يوسف - الغردقة
- كنيسة العائلة المقدسة - فرشوط
- كنيسة سيدة لورد - نجع حمادي
- كنيسة العائلة المقدسة - قنا
- كنيسة سلطانة الملائكة - الطويرات (قنا)
- كنيسة القديس أنطونيوس البدواني - نقادة
- كنيسة القديس يوسف والعائلة المقدسة - جراجوس (قوص)
- كنيسة الشهيد مارجرجس - حجازة قبلي (قوص)
- كنيسة الأنبا باخوميوس - الأقصر المطرانية
- كنيسة العائلة المقدسة - الأقصر
- كنيسة الشهيد مارجرجس - الأقصر
- كنيسة الأنبا باخوميوس - الأقصر
- كنيسة القديس أنطونيوس البدواني - أرمنت الحيط
- كنيسة الشهيد مارجرجس - أرمنت الوابورات
- كنيسة رئيس الملائكة ميخائيل - الريانية (أرمنت)
- كنيسة العائلة المقدسة - إسنا
- كنيسة سيدة الانتقال - كوم امبو
- كنيسة القديس يوسف - دراو
- كنيسة السيدة العذراء والقديس دانيال كميوني - أسوان

### أبرشية أبو قرقاص
أسقف الأبرشية هو الانبا بشارة رسم في 2020
- كنيسة الانبا انطونيوس والانبا بولا للاقباط الكاثوليك بابو قرقاص البلد المنيا
- كنيسة السيدة العذراء قرية نزلة البدرمان مركز دير مواس بمحافظة المنيا
- كنيسة أم النور ببلنصورة

## الكرسي البطريركي الإسكندري للروم الكاثوليك
أنظر أيضا: الكرسي البطريركي الاسكندري للروم الكاثوليك
الكرسي البطريركي الإسكندري للروم الكاثوليك يضم كنائس موزعة في القاهرة والإسكندرية. والمطران المسئول هو المطران جورج بكر.

### القاهرة
- كاتدرائية القيامة للروم الكاثوليك بحي الظاهر
- كنيسة القديس كيرلس للروم الملكيين الكاثوليك بالقاهرة
- كنيسة القديس جاورجيوس الرضوانية
- كنيسة سيدة البشارة - شبرا
- كنيسة مريم سيدة السلام - جاردن سيتي
- القديس كيرلس - مصر الجديدة
- كنيسة العذراء الطاهرة - مصر الجديدة
- كنيسة القديس يوسف - الزيتون
- كنيسة مار إلياس (المدافن) مدافن الروم الكاثوليك - مصر القديمة

### الأسكندرية
- كاتدرائية سيدة النياح بالأسكندرية
- كنيسة العذراء الطاهرة - الابراهيمية
- كنيسة القديس يوسف - الرمل
- كنيسة القديس بطرس - دبانه
- كنيسة سيدة البشارة - طنطا
- كاتدرائية سيدة النياح - المنصورة

## أبرشية الأرمن الكاثوليك بالإسكندرية
أنظر أيضا: أبرشية الإسكندرية للأرمن الكاثوليك

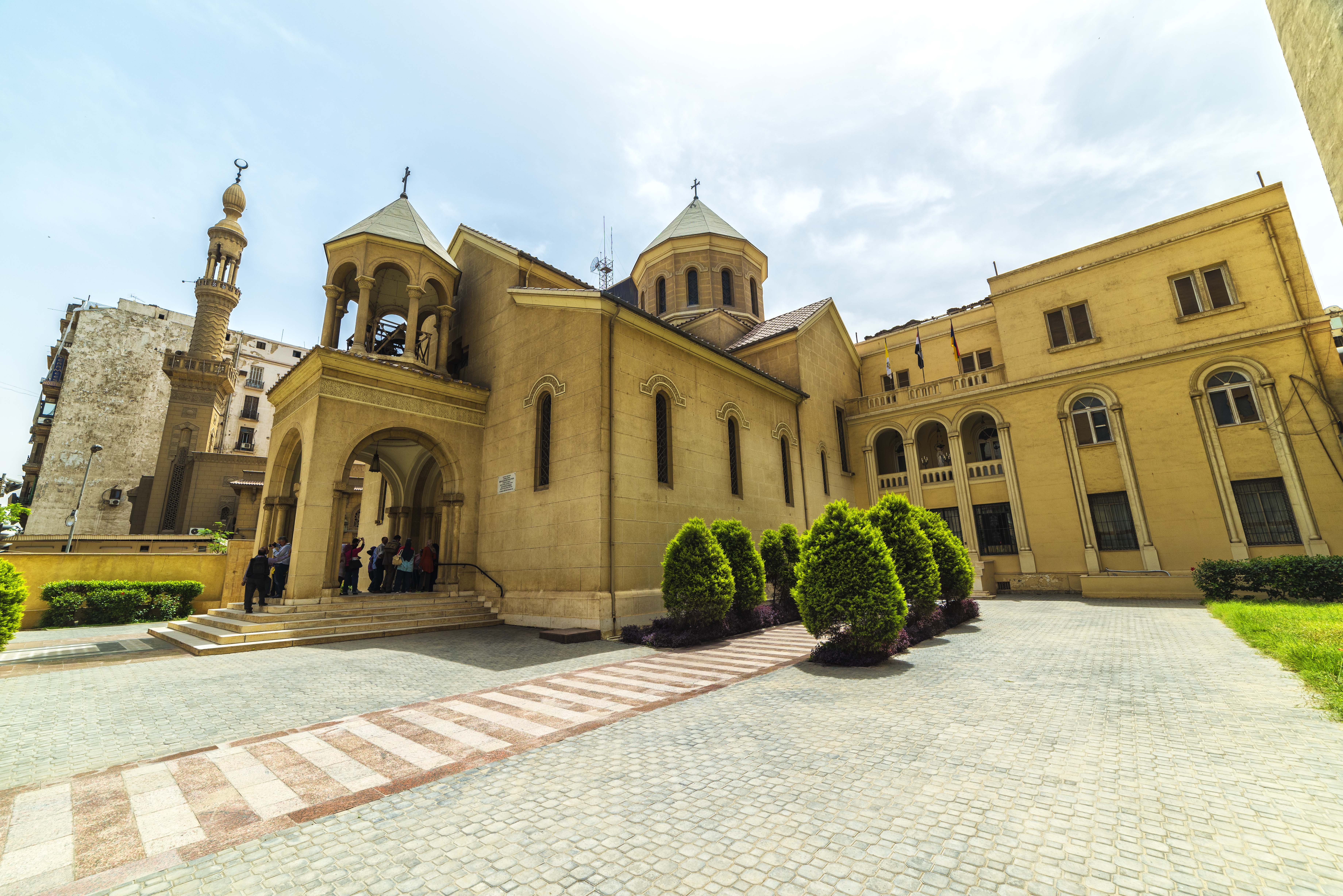
كاتدرائية البشارة

أبرشية الأرمن الكاثوليك بالإسكندرية تضم أربعة كنائس موزعة في القاهرة والإسكندرية.  والمطران المسئول هو المطران كريكور اوغسطينوس كوسا.
قائمة الكنائس الأرمينية الكاثوليكية في مصر
- كاتدرائية البشارة بالقاهرة
- كنيسة القيامة بالمقبرة بالقاهرة
- كنيسة القديسة تريزا بمصر الجديدة
- كنيسة الحبل بلا دنس بالإسكندرية

## الأبرشية الكلدانية الكاثوليكية بالقاهرة
أنظر أيضا: الأبرشية الكلدانية الكاثوليكية في القاهرة
الأبرشية الكلدانية الكاثوليكية بالقاهرة تضم ثلاثة كنائس موزعة في القاهرة والإسكندرية.  والأب المسئول هو الأب بولس ساتي.
- كاتدرائية سانت فاطيما ، القاهرة
- كنيسة القديس انطونيوس الكبير - الفجالة القاهرة
- الرعية الكلدانية - المنشية - الإسكندرية

## أبرشية القاهرة المارونية (مصر والسودان)
أنظر أيضا: أبرشية القاهرة المارونية
أبرشية القاهرة المارونية تضم ثلاثة كنائس موزعة في القاهرة والإسكندرية والاسماعيلية وبورسعيد. والمطران المسئول هو المطران جورج شيحان.
- كاتدرائية القديس يوسف بالظاهر - القاهرة

- رعية مار مارون - مصر الجديدة
- رعية جورج - شبرا
- رعية القديسة تريز - الإسكندرية
- كنيسة القديسة تريز - الإسماعيلية[6]
- كنيسة القديسة تريز - بورسعيد
- كنيسة القديسة تريز - مصر الجديدة[7]

## ابرشية السريان الكاثوليك في القاهرة
أنظر أيضا: السريان الكاثوليك في مصر
ابرشية السريان الكاثوليك في القاهرة تضم ثلاثة كنائس موزعة في القاهرة والإسكندرية. والمطران المسئول هو المطران يعقوب أفرام سمعان.
- كاتدرائية السيدة الوردية، الظاهر
- كنيسة القديسة كاترينا، مصر الجديدة
- كنيسة قلب يسوع، الإسكندرية

## النيابة الرسولية للإسكندرية بمصر
أنظر أيضا: النيابة الرسولية للإسكندرية بمصر

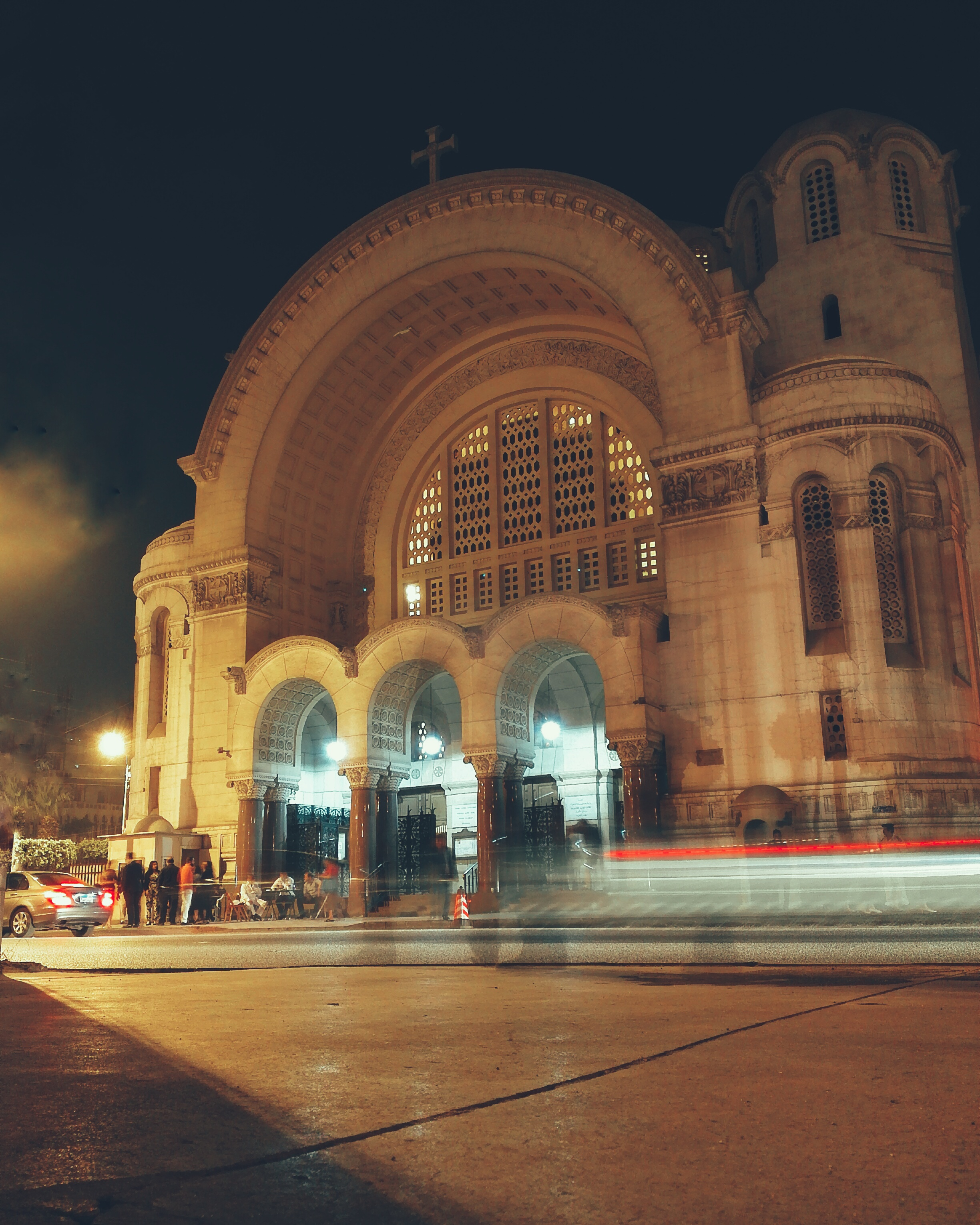
بازيليك السيدة مريم - مصر الجديدة

المطران المسئول هو المطران الاب كلاوديو لوراتي الكومبونياني.

### القاهرة

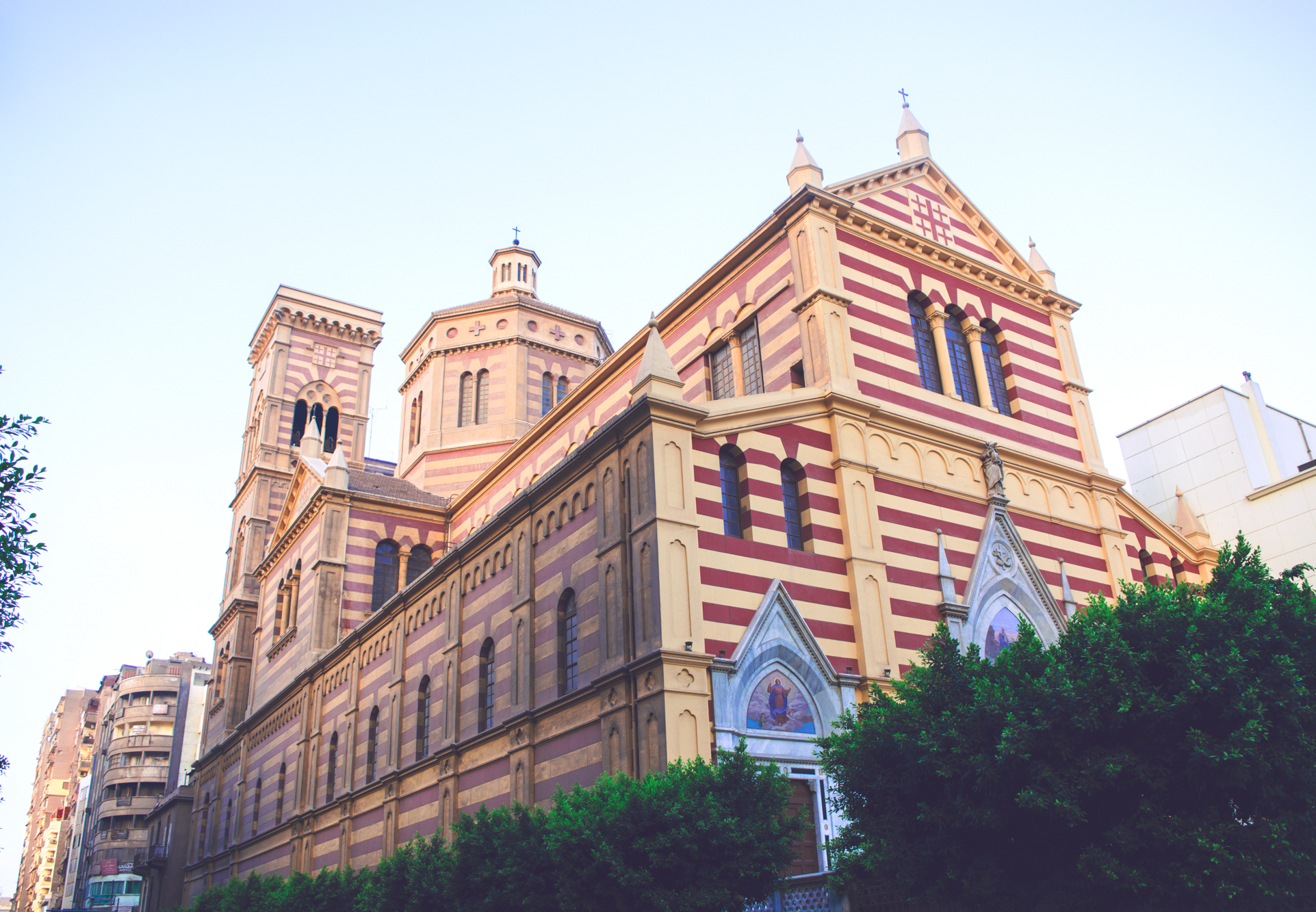
كاتدرائية سان جوزيف - وسط البلد

- بازيليك السيدة العذراء - مصر الجديدة
- بازيليك القديسة تريز - شبرا
- كنيسة سان مارك - شبرا
- كنيسة العائلة المقدسة - المعادي
- كاتدرائية سان جوزيف - وسط البلد
- كنيسة انتقال العذراء - الموسكي
- رعية مريم أم المعونة الآباء السالزيان بالزيتون
- كنيسة القديس يوسف - الزمالك
- كنيسة كوردي ييزو - الإسعاف
- كنيسة العائلة المقدسة - حلوان
- كنيسة القلب المقدس - السكاكيني
- كنيسة العائلة المقدسة للآباء اليسوعيين - الفجالة
- كنيسة الآباء الدومنيكان - العباسية
- مدرسة دي لاسال للفرير - الظاهر
- كنيسة القديس انطونيوس البدواني - الظاهر
- كنيسة القديس مرقس - المنيا
- كنيسة اللاتين - أسيوط
- كنيسة الآباء الفرنسيسكان - الأقصر
- كنيسة انتقال العذراء - أسوان
- كنيسة الحبل بلا دنس - السويس
- كنيسة البشارة كنيسة اللاتين - دمنهور

### الأسكندرية
- كاتدرائية سانت كاترين - المنشية
- الآباء اللعازريين - المنشية
- كنيسة سان مارك - الشطبي
- كنيسة معهد دون بوسكو الأسكندرية
- كنيسة القلب المقدس - الإبراهيمية
- كنيسة القديس أثناسيوس - سموحة
- كنيسة سيدة الوردية - سيدي بشر
- كنيسة القديسة لوسيه - أبو قير
- كنيسة سيدة مصر - كليوباترا
- كنيسة القديسة ريتا - باب الأخضر